# 白鷺洲公園

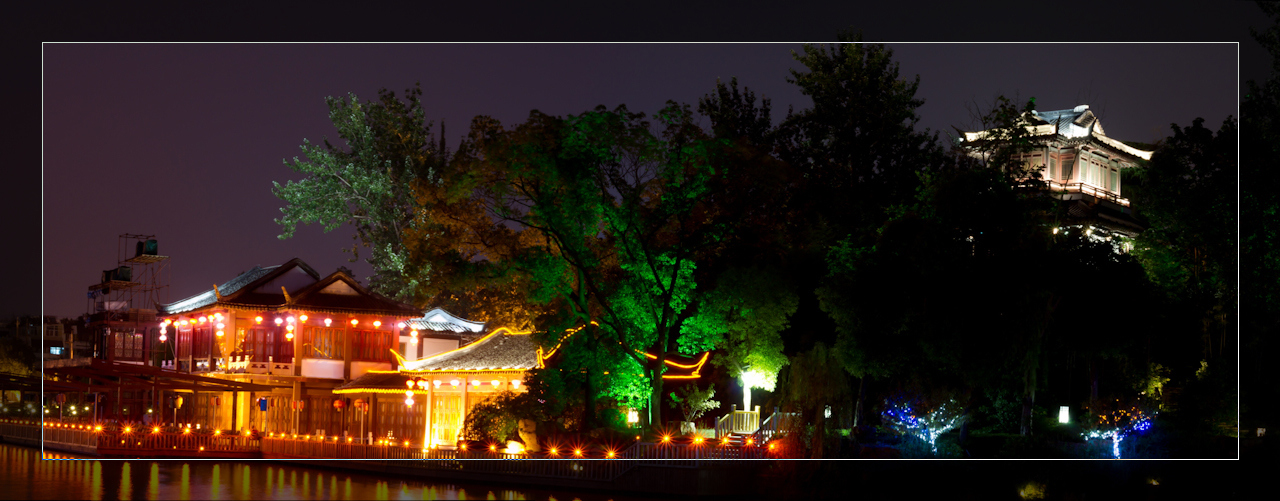
白鹭洲夜景全景圖

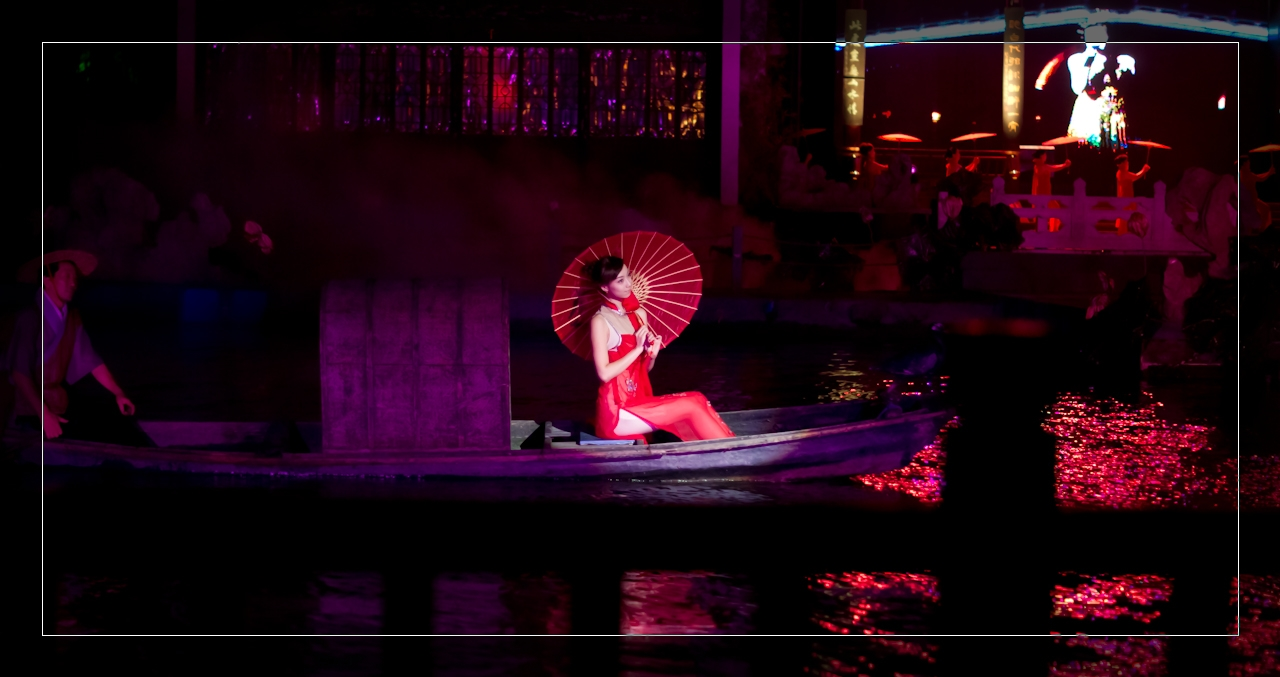
夜泊秦淮片段

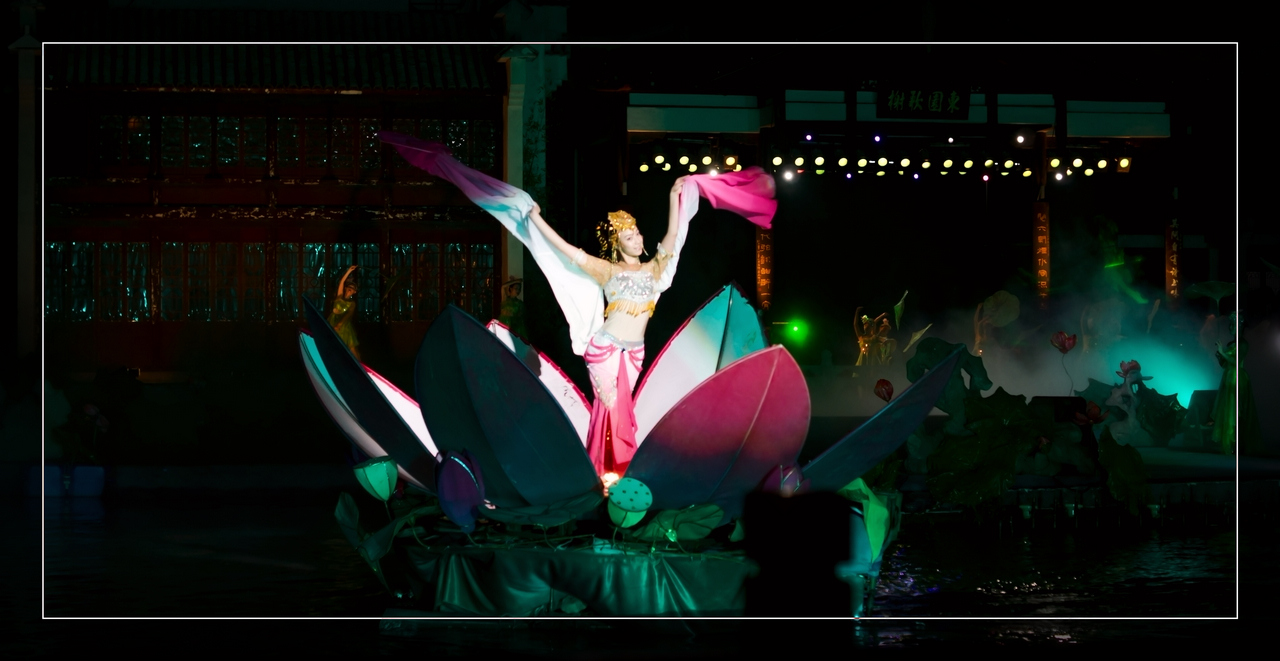
夜泊秦淮片段

白鹭洲公园位于江苏省南京城南，武定门内北侧，秦淮河利涉桥与桃叶渡的南边，处于夫子庙秦淮风光带。
白鹭洲公园在历史上称为徐太傅园、徐中山园、东园，是明朝初期中山王徐达王府的东花园。1929年辟为公园，取名“白鹭洲公园”。白鹭洲公园是以桥为特色的自然山水园林，园内有独孔桥、三孔桥、七孔桥，也有四角重檐的亭桥等。水陆面积18公顷，其中水面5.2公顷。秦淮区政府从2005年开始对白鹭洲公园进行改造建设，2007年建成开放。目前该园的特色是每晚在湖面水上舞台举行的“夜泊秦淮”文化演出。
李白《登金陵凤凰台》诗云：“三山半落青天外，二水中分白鷺洲”，宋将曹彬败南唐于白鹭洲，后世江流西移，洲与陆地相连接，位置已不可考，有说在江东门外，往时江东门外沙洲众多。诗中白鹭洲的位置并不在现在的白鹭洲公园。但公园名字与此诗有关。1924年修葺鹫峰寺庙的遗址，在一堵墙上发现一块李白的登金陵凤凰台诗碑。当时有士绅集资修茶馆，见园中风景亦是湖中有洲，遍布芦苇，颇有白鹭洲风貌，遂名白鹭洲茶庐。1929年，市政府接管此地，沿用茶馆名称，正式辟为白鹭洲公园。园中有抱柱联：此地为中山故苑，其名出太白遗诗。